# Meinisberg
Meinisberg (auch: Meinisberg bei Biel; frz. Montménil) ist eine politische Gemeinde im Verwaltungskreis Biel/Bienne des Kantons Bern in der Schweiz. Neben der Einwohnergemeinde existiert eine Burgergemeinde.

## Geographie
Die Nachbargemeinden von Norden beginnend im Uhrzeigersinn sind Pieterlen, Lengnau BE, Büren an der Aare und Safnern. Die Gemeinde liegt im Berner Seeland am Häftli, einer ehemaligen Flussschlaufe der Aare. Heute ist die Flussschlaufe nur noch eine Art See, da der Nidau-Büren-Kanal diese abkürzt. Wie viele Gemeinden im Seeland wurde Meinisberg zum Schutz vor Überschwemmungen etwas angehoben am Fusse des Büttenberges angelegt. Erst nach den Juragewässerkorrektionen konnten die trockengelegten Sümpfe genutzt werden.
Die Gesamtfläche von Meinisberg beträgt 4,39 km² wovon 1,06 km² Wald und Gehölz sind. Die unproduktive Fläche der Gemeinde ist 0,21 km² gross.
Meinisberg liegt zwischen 430 m ü. M. am Bockeggen und 551 m ü. M. auf dem Berg.

## Bevölkerung
| Bevölkerungsentwicklung | Bevölkerungsentwicklung |
| Jahr                    | Einwohner               |
| ----------------------- | ----------------------- |
| 1850                    | 493                     |
| 1880                    | 528                     |
| 1900                    | 532                     |
| 1920                    | 609                     |
| 1950                    | 675                     |
| 1970                    | 980                     |
| 1990                    | 1'060                   |
| 2000                    | 1'195                   |
| 2006                    | 1'252                   |
| 2023                    | 1'443                   |

Von den 1252 Einwohnern, welche insgesamt 539 Gebäude bewohnen, sind 123 Ausländer (9,8 %), was für Schweizer Verhältnisse ein eher kleiner Anteil ist.
Das Bevölkerungswachstum von Meinisberg ist nicht sehr gross. Die Gemeinde wächst nur langsam.
Neben der Einwohnergemeinde existiert eine Burgergemeinde. Diese besitzt einen Grossteil der Waldfläche des Dorfes und ist damit wohl grösste Landbesitzerin in Meinisberg.

### Sprachen
Meinisberg ist grösstenteils deutschsprachig.

### Religion
In Meinisberg gehört der grösste Teil der Bevölkerung dem reformierten christlichen Glauben an. Das Kirchgemeindehaus in Meinisberg gehört zur Kirchgemeinde Pieterlen.

## Politik
Der Gemeinderat (Exekutive) von Meinisberg besteht aus 5 Mitgliedern.
Die Gemeindeversammlung (Legislative) besteht aus allen Stimmberechtigten. Abstimmungen zu Gemeindeangelegenheiten erfolgen in der Regel mit offenem Handmehr.
Die Stimmenanteile der Parteien anlässlich der Nationalratswahl 2023 betrugen: SVP 41,5 % (+4,1 %), SP 16,8 % (+3,0 %), Mitte 8,9 % (−4,9 %), FDP 6,7 % (+0,9 %), GPS 6,7 % (−1,2 %), EDU 6,3 % (+2,3 %), glp 5,7 % (−1,8 %), EVP 3,6 % (−0,4 %).

## Geschichte
Bezüglich der Entstehung von Meinisberg gibt es im geographischen Lexikon der Schweiz Informationen über Landverkäufe und Verträge aus den Jahren 1261 und 1321, das Historische Lexikon der Schweiz erwähnt erste Nennungen auf Französisch und 1332 als Meynesberg.
Die erste urkundliche Erwähnung von Meinisberg fand unter dem Namen Meinosberg am 5. Mai 1312 statt. Die besagte Urkunde befindet sich im Staatsarchiv in Bern.
Von 1913 bis 1940 war Meinisberg der Endbahnhof der Schmalspurbahn Biel-Meinisberg-Bahn.

## Bilder

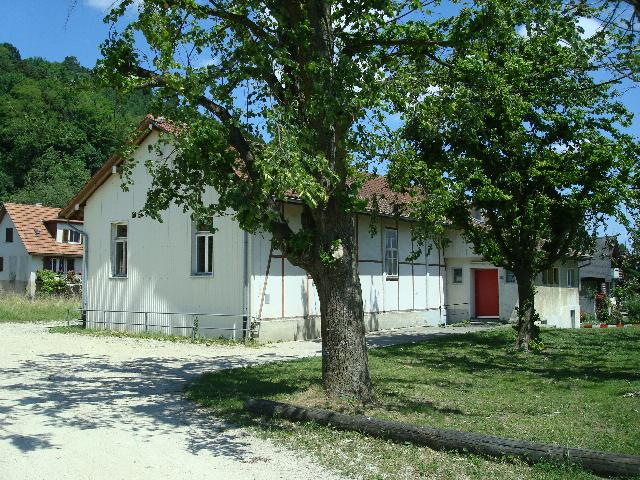
Depot der früheren Biel-Meinisberg-Bahn
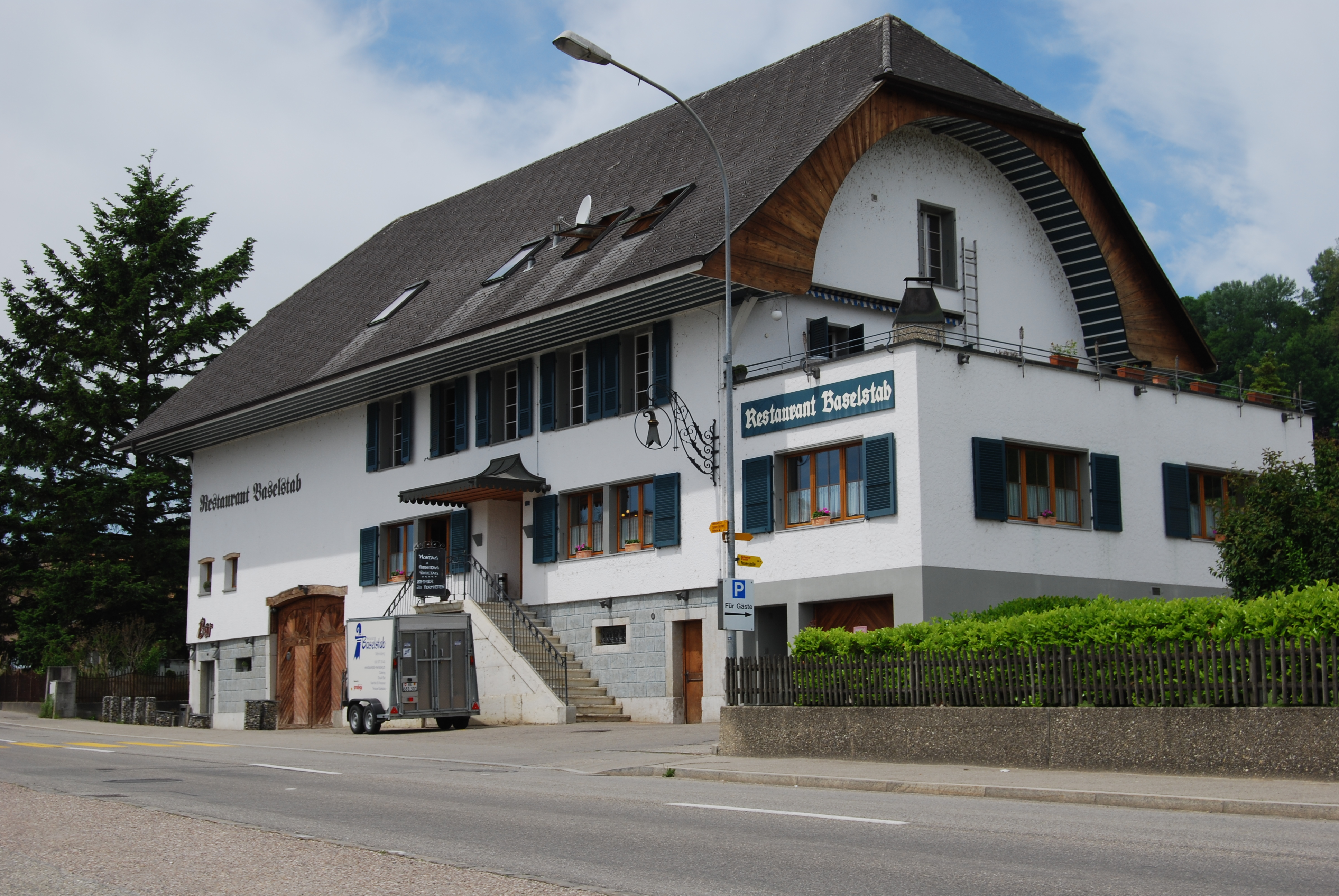
Restaurant «Baselstab»
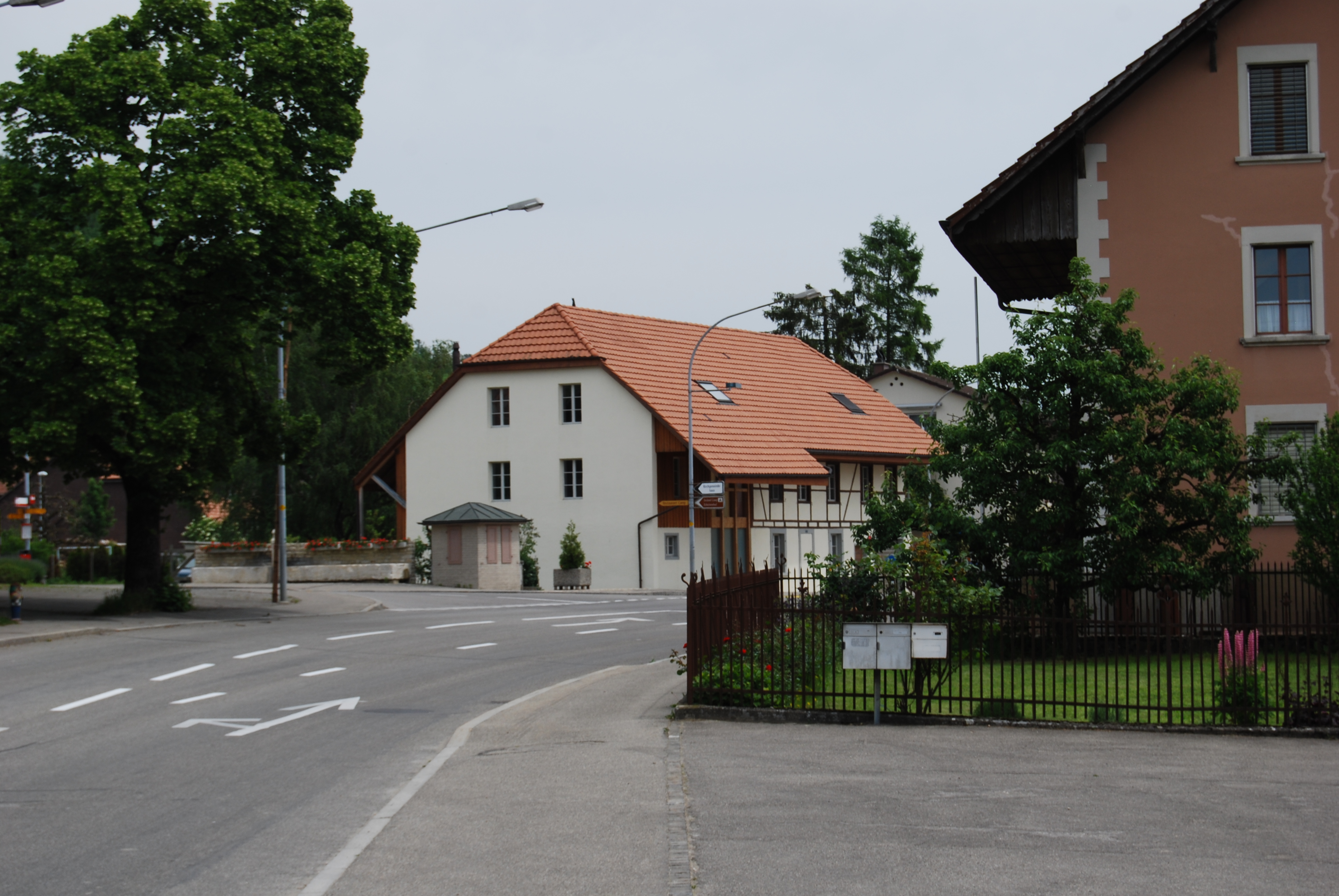
Dorfstrasse
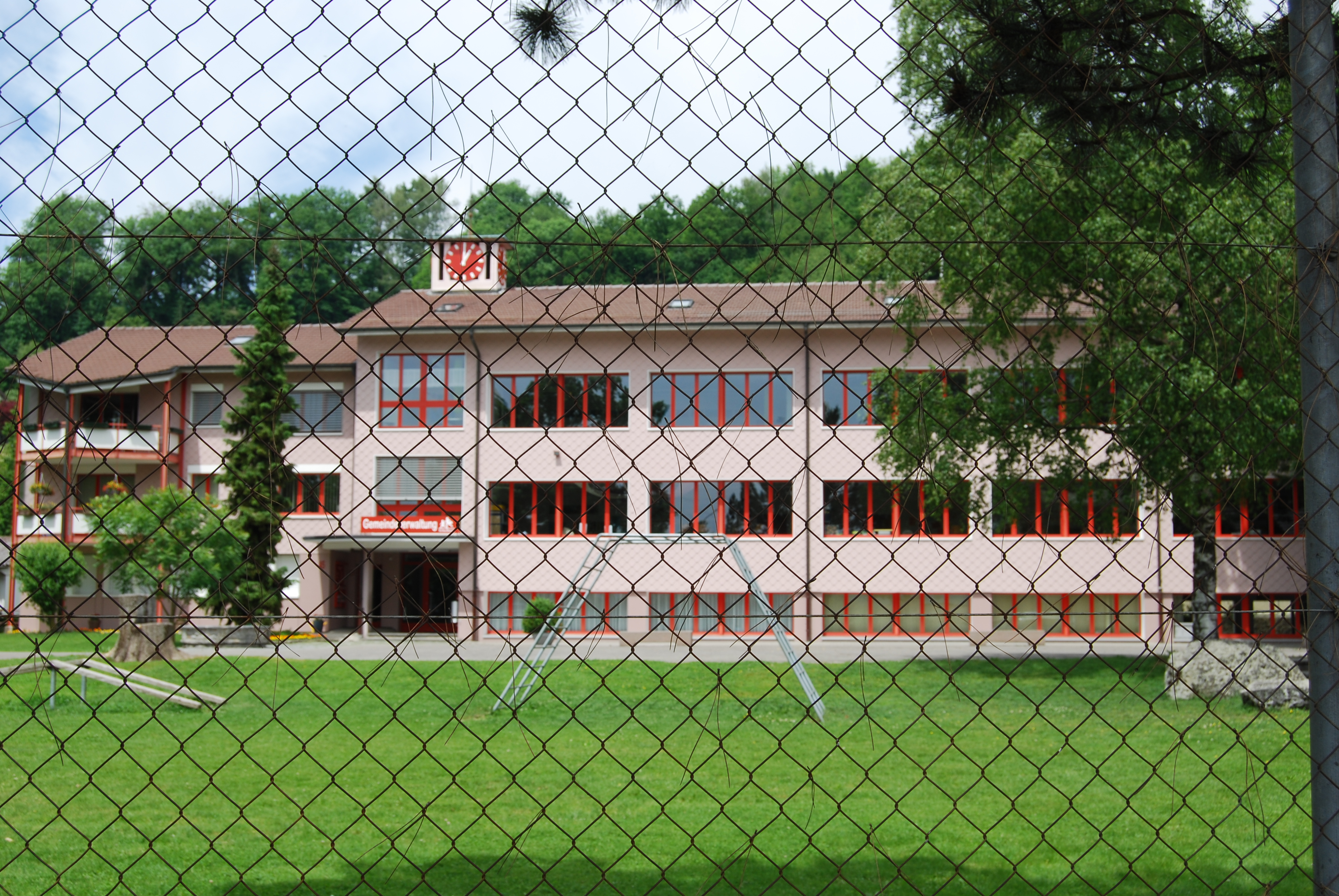
Schulhaus